# 石丸龍太郎
石丸 龍太郎（いしまる りゅうたろう、1869年（明治2年） - 1925年7月20日）は、日本の実業家。日本銀行職員、日本競馬会理事、帝国製油役員を歴任した。

## 経歴
元老院議官、工部省初代電信頭、造兵局長、佐賀藩士・石丸安世の長男。佐賀に生まれ、3歳で父に従い上京し慶應義塾に入る。大学部第一期の卒業生となり、日本郵船に入る。上海等に勤務し山口信太郎の薦めでペンシルバニア鉄道に入って実業界を研究。帰朝の後に日本銀行に入り、会計及び国際課に勤務。日本競馬会社の立ち上げに参画した。